# Automeris coloradensis
Automeris coloradensis är en fjärilsart som beskrevs av Cockerell 1914. Automeris coloradensis ingår i släktet Automeris och familjen påfågelsspinnare. Inga underarter finns listade i Catalogue of Life.